# أولاد بوجمعة اولحسن (لمصامدة)
أولاد بوجمعة اولحسن هو دُوَّار يقع بجماعة مشرع حمادي، إقليم تاوريرت، جهة الشرق في المملكة المغربية. ينتمي الدوّار لمشيخة لمصامدة التي تضم 4 دواوير. يقدر عدد سكانه بـ 98 نسمة حسب الإحصاء الرسمي للسكان والسكنى لسنة 2004.

## روابط خارجية
- البوابة الوطنية للجماعات الترابية
- المندوبية السامية للتخطيط